# ممدوحة (اسم)
ممدوحة هو اسم علم مؤنث من أصل عربي، ومعناه هو من الإلهام الذي ألهمها الله لفعل الخير، الموحى لها، الكثيرة الخير الكثيرة العطاء.

## الأصل اللغوي
مَمْدُوحَة : كلمة أصلها الاسم (مَمْدُوحٌ) في صورة مفرد مذكر وجذرها (مدح) وجذعها (ممدوح) وتحليلها (ممدوح + ة)

## شخصيات تحمل الاسم
- ممدوحة السيد بوبست (8 يوليو 1925 – 10 سبتمبر 2015)

## وصلات خارجية
- موسوعة السلطان قابوس لأسماء العرب